# Antiaropsis uniflora
Antiaropsis uniflora är en mullbärsväxtart som beskrevs av C.C.Berg. Antiaropsis uniflora ingår i släktet Antiaropsis och familjen mullbärsväxter. Inga underarter finns listade i Catalogue of Life.